# Шутовщина
Шутовщи́на — деревня в Кирово-Чепецком районе Кировской области, административный центр Федяковского сельского поселения.

## География
Расстояние до районного центра (город Кирово-Чепецк) — 27 км. Деревня находится вблизи границы Нововятского района областного центра.
С Кирово-Чепецком деревня связана пригородным транзитным автобусным маршрутом № 129 (Кирово-Чепецк — Пасегово), с Кировом — маршрутом № 160, следующим от улицы Пушкина Нововятского района.

## История
Согласно переписи населения 1926 года в починке Шутовском проживало 75 человек (14 хозяйств).
В 1980-х годах в Шутовщине находился центр Опытного хозяйства «Пригородное».
В настоящий момент развивается как район дачного строительства для жителей областного центра. Прилегающие территории рассматриваются как зона жилищного строительства на земельном участке Федерального фонда содействия развитию жилищного строительства общей площадью 29,7627 га, осуществляемом ОАО «Кировская региональная ипотечная корпорация»
В связи с этим инициируется передача деревни Шутовщина (и в целом Федяковского сельского поселения) в состав Нововятского района города Кирова.

## Население
| 2010 |
| ---- |
| 724  |

## Инфраструктура
В деревне имеются средняя школа, сельский Дом культуры, библиотека.

## Застройка
Улицы деревни: Молодёжная, Новая, Октябрьская, Садовая, Советская, Солнечная, Тихая; переулок Зелёный.